# Bawodesolo
Bawodesolo is een bestuurslaag in het regentschap Gunungsitoli van de provincie Noord-Sumatra, Indonesië. Bawodesolo telt 616 inwoners (volkstelling 2010).